# Кэривилл (Флорида)
Кэривилл (англ. Caryville) — небольшой город (таун), расположенный в округе Вашингтон (штат Флорида, США) с населением в 218 человек по статистическим данным переписи 2000 года.

## География
По данным Бюро переписи населения США Кэривилл имеет общую площадь в 8,03 квадратных километров, из которых 7,77 кв. километров занимает земля и 0,26 кв. километров — вода. Площадь водных ресурсов округа составляет 3,24 % от всей его площади.
Кэривилл расположен на высоте 16 м над уровнем моря.

## Демография
По данным переписи населения 2000 года в Кэривиллe проживало 218 человек, 57 семей, насчитывалось 86 домашних хозяйств и 110 жилых домов. Средняя плотность населения составляла около 27,15 человек на один квадратный километр. Расовый состав населённого пункта распределился следующим образом: 73,39 % белых, 20,64 % — чёрных или афроамериканцев, 1,38 % — коренных американцев, 1,83 % — представителей смешанных рас, 2,75 % — других народностей. Испаноговорящие составили 5,96 % от всех жителей.
Из 86 домашних хозяйств в 36,0 % воспитывали детей в возрасте до 18 лет, 48,8 % представляли собой совместно проживающие супружеские пары, в 15,1 % семей женщины проживали без мужей, 32,6 % не имели семей. 26,7 % от общего числа семей на момент переписи жили самостоятельно, при этом 12,8 % составили одинокие пожилые люди в возрасте 65 лет и старше. Средний размер домашнего хозяйства составил 2,53 человек, а средний размер семьи — 3,16 человек.
Население города по возрастному диапазону по данным переписи 2000 года распределилось следующим образом: 32,1 % — жители младше 18 лет, 6,4 % — между 18 и 24 годами, 28,9 % — от 25 до 44 лет, 19,3 % — от 45 до 64 лет и 13,3 % — в возрасте 65 лет и старше. Средний возраст жителей составил 32 года. На каждые 100 женщин в Кэривиллe приходилось 115,8 мужчин, при этом на каждые сто женщин 18 лет и старше приходилось 97,3 мужчин также старше 18 лет.
Средний доход на одно домашнее хозяйство составил 22 500 долларов США, а средний доход на одну семью — 28 750 долларов. При этом мужчины имели средний доход в 25 000 долларов США в год против 15 625 долларов среднегодового дохода у женщин. Доход на душу населения составил 22 500 долларов в год. 16,7 % от всего числа семей в населённом пункте и 37,3 % от всей численности населения находилось на момент переписи населения за чертой бедности, при этом 66,7 % из них были моложе 18 лет и 35,1 % — в возрасте 65 лет и старше.